# Abronia bolackii
Abronia bolackii är en underblomsväxtart som beskrevs av N.D.Atwood, S.L.Welsh och K.D.Heil. Abronia bolackii ingår i släktet Abronia och familjen underblomsväxter. Inga underarter finns listade i Catalogue of Life.